# Historia del uniforme del Sevilla Fútbol Club

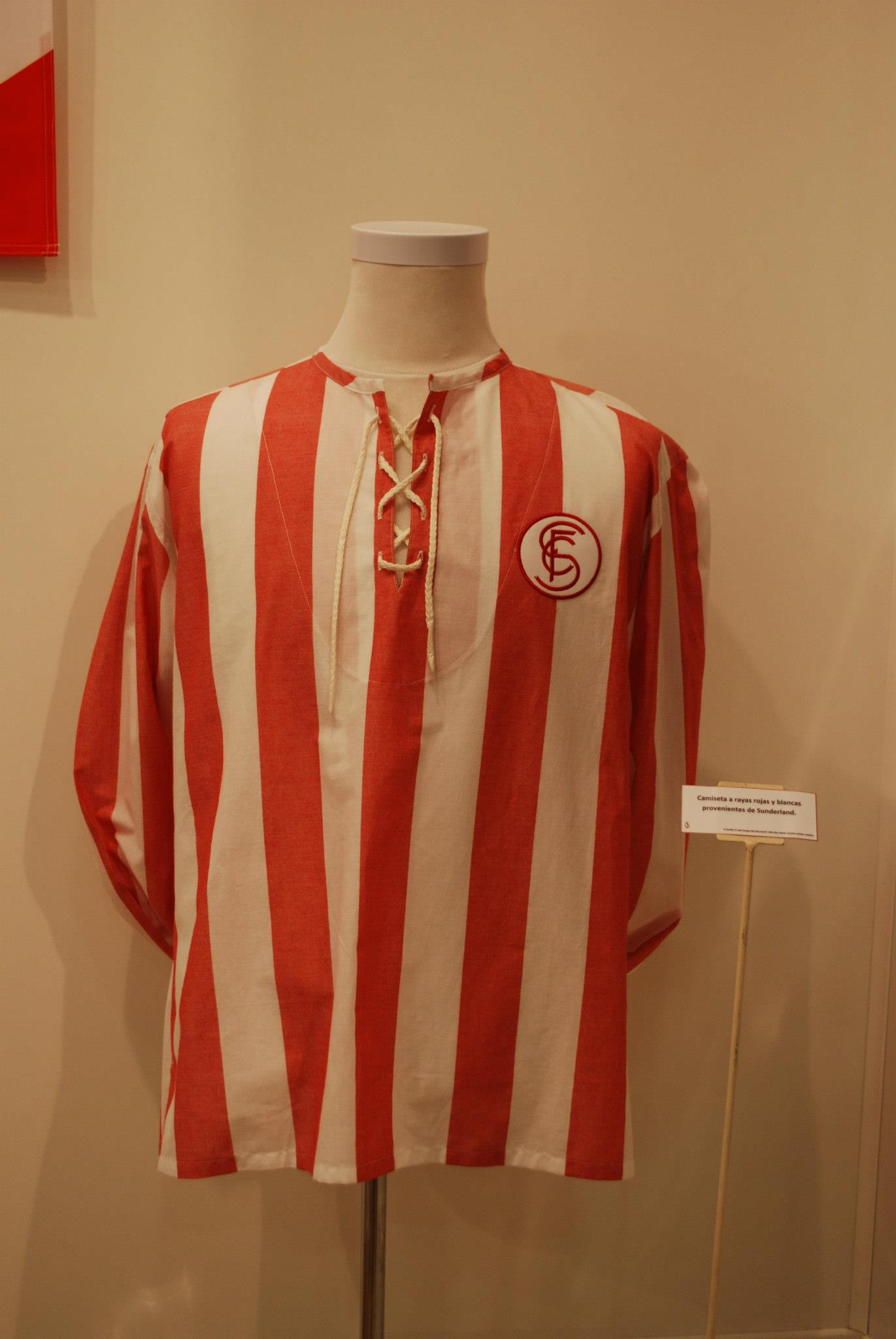
Camiseta a rayas rojas y blancas proveniente del Sunderland.

La indumentaria del Sevilla F. C. se ha mantenido prácticamente invariable a lo largo de su historia. Originalmente, los jugadores llevaban camiseta blanca, pantaloneta blanca y medias negras, ya que estas prendas eran las más fáciles de conseguir. Debido a las relaciones de los primeros directivos sevillistas con la ciudad de Sunderland (debido a la naviera MacAndrews), Hugo MacColl, primer capitán del Sevilla FC en 1890, encargó al Sunderland AFC un conjunto de sus camisetas, a rayas rojas y blancas, con el objetivo de utilizarlas como equipación principal. Hasta el 30 de junio de 2022 era vestido por la multinacional estadounidense, Nike, desde el 1 de julio de 2022, hasta el 30 de junio del 2026, le proveerá la indumentaria, la marca deportiva británica Castore.
A partir de la 2025/26 les provee la indumentaria la famosa marca Adidas.

## Historia y evolución
- Marca deportiva actual: Adidas.
- Uniforme titular: Camiseta blanca con detalles en rojo, calzonas blancas y medias negras.
- Uniforme alternativo: Camiseta roja, calzonas rojas y medias rojas.
- Tercer uniforme: Camiseta negra, calzonas negras y medias negras.

### Proveedores y patrocinadores
| Años       | Marca deportiva |
| ---------- | --------------- |
| 1967-1974  | Mont-Halt       |
| 1974-1977  |                 |
| 1976-1978  | Adidas          |
| 1978-1979  |                 |
| 1980-1985  | Adidas          |
| 1985-1986  | Yama            |
| 1986-1987  | Gilcor          |
| 1987-1990  | Puma            |
| 1990-1992  | Bukta           |
| 1992-1993  | Front Runner    |
| 1993-1994  | Hotshot         |
| 1994-2001  | Umbro           |
| 2001-2011  | Joma            |
| 2011-2012  | Li Ning         |
| 2012-2013  | Umbro           |
| 2013-2015  | Warrior         |
| 2015-2018  | New Balance     |
| 2018-2022  | Nike            |
| 2022-2025. | Castore         |
| 2025-act.  | Adidas          |

| Años       | Patrocinio                  |
| ---------- | --------------------------- |
| 1986-1990  | Sevilla Expo '92            |
| 1991-1992  | Serme                       |
| 1992-1993  | Super Nintendo              |
| 1994-1996  | Marbella                    |
| 1998-2000  | SuperCable/Eurotex Pinturas |
| 2000-2002  | Andalucía/Auna              |
| 2002-2003  | OID                         |
| 2004-2005  | La Gitana                   |
| 2005-2006  | Stevenson                   |
| 2006-2009  | 888.com                     |
| 2009-2011  | 12bet.com                   |
| 2012-2013  | interapuestas.es            |
| 2014-2015  | Visit Malaysia              |
| 2016-2017  | SeePuertoRico.com           |
| 2017-2018  | PlayWSOP.com                |
| 2018-2019  | Playtika                    |
| 2019-2021  | Marathonbet                 |
| 2021-2022  | Naga                        |
| 2022-2023. | Degiro                      |
| 2024-2025  | Midea                       |

Notas:
- No fue hasta la década de 1980 cuando el club adoptó la incorporación de patrocinadores y publicidad en su uniforme. Hasta entonces las firmas o fábricas deportivas que confeccionaban la vestimenta no se encontraban patentes ni a la vista.

El 31 de enero de 1909, el club jugó contra el Huelva Recreation Club un partido benéfico en el hipódromo de Tablada, destinado a recaudar fondos para los supervivientes del terremoto de Messina. Este partido fue considerado la presentación del club en la sociedad sevillana. Se preveía que las camisetas provenientes de Sunderland llegasen para este partido, pero finalmente se demoraron, y el club tuvo que jugar como llevaba haciéndolo hasta entonces, totalmente de blanco con medias negras; fue en ese instante cuando el club decidió que esa sería su equipación titular. En cuanto a las camisetas a rayas rojas y blancas, de 1913 a 1945 y en las temporadas 1972-73 y 2015-16, se usaron como segunda equipación. A partir de 1945, la segunda equipación pasó a ser roja en su totalidad.
Una de las pocas variaciones que ha tenido la equipación sevillista fueron las medias, que a finales de los años 50 se comenzaron a utilizar de color blanco. Así mismo, a la equipación se le comenzaron a añadir detalles rojos a partir de mediados de los años 70, permaneciendo con ese patrón, junto con la recuperación de las primigenias medias negras en 2005, hasta la actualidad.
Como la venta de camisetas y material deportivo del club supone unos ingresos económicos importantes, su dirección ha recurrido, al igual que lo hacen otros clubes de fútbol prestigiosos, a cambiar cada año su equipamiento, manteniendo un criterio clásico en las vestimentas, por lo que cada temporada se introducen pequeñas modificaciones en las mismas.

## Evolución cronológica

### Titular
| 1890−1957 | 1957−76 | 1976-1998 |

| 1998–00 | 2001-02 | 2002-03 | 2003-04 | 2004-05 | 2005-06 | 2006-07 | 2007-08 |
| 2008-09 | 2009–10 | 2010–11 | 2011–12 | 2012–13 | 2013–14 | 2014–15 | 2015–16 |
| 2016–17 | 2017–18 | 2018–19 | 2019–20 | 2020–21 | 2021–22 | 2022–23 | 2023–24 |
| 2024–25 | 2025–26 |         |         |         |         |         |         |

| 1890−1957 | 1957−76 | 1976-1998 |

| 1998–00 | 2001-02 | 2002-03 | 2003-04 | 2004-05 | 2005-06 | 2006-07 | 2007-08 |
| 2008-09 | 2009–10 | 2010–11 | 2011–12 | 2012–13 | 2013–14 | 2014–15 | 2015–16 |
| 2016–17 | 2017–18 | 2018–19 | 2019–20 | 2020–21 | 2021–22 | 2022–23 | 2023–24 |
| 2024–25 | 2025–26 |         |         |         |         |         |         |

| 1890−1957 | 1957−76 | 1976-1998 |

| 1998–00 | 2001-02 | 2002-03 | 2003-04 | 2004-05 | 2005-06 | 2006-07 | 2007-08 |
| 2008-09 | 2009–10 | 2010–11 | 2011–12 | 2012–13 | 2013–14 | 2014–15 | 2015–16 |
| 2016–17 | 2017–18 | 2018–19 | 2019–20 | 2020–21 | 2021–22 | 2022–23 | 2023–24 |
| 2024–25 | 2025–26 |         |         |         |         |         |         |

| 1890−1957 | 1957−76 | 1976-1998 |

| 1998–00 | 2001-02 | 2002-03 | 2003-04 | 2004-05 | 2005-06 | 2006-07 | 2007-08 |
| 2008-09 | 2009–10 | 2010–11 | 2011–12 | 2012–13 | 2013–14 | 2014–15 | 2015–16 |
| 2016–17 | 2017–18 | 2018–19 | 2019–20 | 2020–21 | 2021–22 | 2022–23 | 2023–24 |
| 2024–25 | 2025–26 |         |         |         |         |         |         |

### Alternativo
| 1998–00 |

| 2001–02 | 2002–03 | 2003–04 | 2004–05 | 2005–06 | 2006-07 | 2007–08 | 2008–09 | 2009–10 | 2010–11 |
| 2011–12 | 2012–13 | 2013–14 | 2014–15 | 2015–16 | 2016–17 | 2017–18 | 2018–19 | 2019–20 | 2020–21 |
| 2021–22 | 2022–23 | 2023–24 | 2024–25 | 2025–26 |         |         |         |         |         |

| 1998–00 |

| 2001–02 | 2002–03 | 2003–04 | 2004–05 | 2005–06 | 2006-07 | 2007–08 | 2008–09 | 2009–10 | 2010–11 |
| 2011–12 | 2012–13 | 2013–14 | 2014–15 | 2015–16 | 2016–17 | 2017–18 | 2018–19 | 2019–20 | 2020–21 |
| 2021–22 | 2022–23 | 2023–24 | 2024–25 | 2025–26 |         |         |         |         |         |

| 1998–00 |

| 2001–02 | 2002–03 | 2003–04 | 2004–05 | 2005–06 | 2006-07 | 2007–08 | 2008–09 | 2009–10 | 2010–11 |
| 2011–12 | 2012–13 | 2013–14 | 2014–15 | 2015–16 | 2016–17 | 2017–18 | 2018–19 | 2019–20 | 2020–21 |
| 2021–22 | 2022–23 | 2023–24 | 2024–25 | 2025–26 |         |         |         |         |         |

| 1998–00 |

| 2001–02 | 2002–03 | 2003–04 | 2004–05 | 2005–06 | 2006-07 | 2007–08 | 2008–09 | 2009–10 | 2010–11 |
| 2011–12 | 2012–13 | 2013–14 | 2014–15 | 2015–16 | 2016–17 | 2017–18 | 2018–19 | 2019–20 | 2020–21 |
| 2021–22 | 2022–23 | 2023–24 | 2024–25 | 2025–26 |         |         |         |         |         |

### Tercero
| 2002-03 | 2003-04 | 2004–05 | 2005–06 | 2006–07 | 2007–08 | 2008–09 | 2009–10 | 2010–11 |
| 2011–12 | 2012–13 | 2013–14 | 2014–15 | 2015–16 | 2016–17 | 2017–18 | 2018–19 | 2019–20 |
| 2020–21 | 2021–22 | 2022–23 | 2023–24 | 2024–25 | 2025–26 |         |         |         |

| 2002-03 | 2003-04 | 2004–05 | 2005–06 | 2006–07 | 2007–08 | 2008–09 | 2009–10 | 2010–11 |
| 2011–12 | 2012–13 | 2013–14 | 2014–15 | 2015–16 | 2016–17 | 2017–18 | 2018–19 | 2019–20 |
| 2020–21 | 2021–22 | 2022–23 | 2023–24 | 2024–25 | 2025–26 |         |         |         |

| 2002-03 | 2003-04 | 2004–05 | 2005–06 | 2006–07 | 2007–08 | 2008–09 | 2009–10 | 2010–11 |
| 2011–12 | 2012–13 | 2013–14 | 2014–15 | 2015–16 | 2016–17 | 2017–18 | 2018–19 | 2019–20 |
| 2020–21 | 2021–22 | 2022–23 | 2023–24 | 2024–25 | 2025–26 |         |         |         |

| 2002-03 | 2003-04 | 2004–05 | 2005–06 | 2006–07 | 2007–08 | 2008–09 | 2009–10 | 2010–11 |
| 2011–12 | 2012–13 | 2013–14 | 2014–15 | 2015–16 | 2016–17 | 2017–18 | 2018–19 | 2019–20 |
| 2020–21 | 2021–22 | 2022–23 | 2023–24 | 2024–25 | 2025–26 |         |         |         |

### 4°uniforme/Copa
| 1.º EU 2004-05 | 1.º EU 2005-06 | 1.º EU 2006-07 | 2.º EU 2006-07 | 3.º EU 2006-07 | 1.º EU 2007–08 | 2.º EU 2007–08 | 3.º EU 2007–08       | 1.º EU 2008–09       |
| 2.º EU 2008–09 | 1.º EU 2009–10 | 2.º EU 2009–10 | 1.º EU 2010–11 | 2.º EU 2010–11 | 1.º EU 2011–12 | 2.º EU 2011–12 | 4.º Uniforme 2015–16 | 4.º Uniforme 2019–20 |

| 1.º EU 2004-05 | 1.º EU 2005-06 | 1.º EU 2006-07 | 2.º EU 2006-07 | 3.º EU 2006-07 | 1.º EU 2007–08 | 2.º EU 2007–08 | 3.º EU 2007–08       | 1.º EU 2008–09       |
| 2.º EU 2008–09 | 1.º EU 2009–10 | 2.º EU 2009–10 | 1.º EU 2010–11 | 2.º EU 2010–11 | 1.º EU 2011–12 | 2.º EU 2011–12 | 4.º Uniforme 2015–16 | 4.º Uniforme 2019–20 |

| 1.º EU 2004-05 | 1.º EU 2005-06 | 1.º EU 2006-07 | 2.º EU 2006-07 | 3.º EU 2006-07 | 1.º EU 2007–08 | 2.º EU 2007–08 | 3.º EU 2007–08       | 1.º EU 2008–09       |
| 2.º EU 2008–09 | 1.º EU 2009–10 | 2.º EU 2009–10 | 1.º EU 2010–11 | 2.º EU 2010–11 | 1.º EU 2011–12 | 2.º EU 2011–12 | 4.º Uniforme 2015–16 | 4.º Uniforme 2019–20 |

| 1.º EU 2004-05 | 1.º EU 2005-06 | 1.º EU 2006-07 | 2.º EU 2006-07 | 3.º EU 2006-07 | 1.º EU 2007–08 | 2.º EU 2007–08 | 3.º EU 2007–08       | 1.º EU 2008–09       |
| 2.º EU 2008–09 | 1.º EU 2009–10 | 2.º EU 2009–10 | 1.º EU 2010–11 | 2.º EU 2010–11 | 1.º EU 2011–12 | 2.º EU 2011–12 | 4.º Uniforme 2015–16 | 4.º Uniforme 2019–20 |

### Arquero
| 1° (2018-19) | 2° (2018-19) | 3° (2018-19) | 4° (2018-19) | 1° (2019-20) | 2° (2019-20) | 3° (2019-20) | 1° (2020-21) |
| 2° (2020-21) | 3° (2020-21) | 4° (2020-21) |              |              |              |              |              |

| 1° (2018-19) | 2° (2018-19) | 3° (2018-19) | 4° (2018-19) | 1° (2019-20) | 2° (2019-20) | 3° (2019-20) | 1° (2020-21) |
| 2° (2020-21) | 3° (2020-21) | 4° (2020-21) |              |              |              |              |              |

| 1° (2018-19) | 2° (2018-19) | 3° (2018-19) | 4° (2018-19) | 1° (2019-20) | 2° (2019-20) | 3° (2019-20) | 1° (2020-21) |
| 2° (2020-21) | 3° (2020-21) | 4° (2020-21) |              |              |              |              |              |

| 1° (2018-19) | 2° (2018-19) | 3° (2018-19) | 4° (2018-19) | 1° (2019-20) | 2° (2019-20) | 3° (2019-20) | 1° (2020-21) |
| 2° (2020-21) | 3° (2020-21) | 4° (2020-21) |              |              |              |              |              |